# دعاء الغباشي
دعاء الغباشي (مواليد 8 نوفمبر 1996) هي لاعبة كرة طائرة شاطئية مصرية، مثّلت مصر في أولمبياد ريو دي جانيرو 2016 بعد فوزهما بكأس الاتحاد الأفريقي لكرة الطائرة الشاطئية الذي أقيم في نيجيريا عام 2015، وحلت مع رفيقتها ندى معوض في المركز التاسع عشر والأخير في أولمبيا 2016.

## حجاب دعاء الغباشي
كانت دعاء الغباشي ترتدي الحجاب في منافسات أولمبياد ريو دي جانيرو 2016 وكان ذلك غريبا في منافسات الكرة الشاطئية 

## روابط خارجية
- دعاء الغباشي على موقع الاتحاد الدولي beach volleyball database (الإنجليزية)
- دعاء الغباشي على موقع قاعدة بيانات الكرة الطائرة الشاطئية (الإنجليزية)
- دعاء الغباشي على موقع اللجنة الأولمبية الدولية (الإنجليزية)
- دعاء الغباشي على موقع أوليمبيديا (الإنجليزية)